# Жорді Алаез
Жорді Алаез Пенья (кат. Jordi Aláez Peña; нар. 23 січня 1998, Сант-Жулія-де-Лорія) — андоррський футболіст, що грає на позиції півзахисника в клубі «Санта-Колома» та національній збірній Андорри.

## Клубна кар'єра
Жорді Алаез розпочав виступи на футбольних полях у юнацькій команді клубу «Андорра», який грає в нижчих лігах системи футбольних ліг Іспанії. З 2015 року грав у головній команді клубу, а в 2019 році став гравцем клубу «Санта-Колома», який грає у вищому дивізіоні чемпіонату Андорри з футболу. У 2020 році Алаез став гравцем другого грецького дивізіону «Діагорас» з міста Родос. У 2021—2022 роках андоррський футболіст грав у іспанській нижчоліговій команді «Сьюдад-Реаль». З 2023 року Жорді Алаез знову грає у складі клубу «Санта-Колома».

## Виступи за збірну
Жорді Алаез дебютував за юнацьку збірну Андорри віком до 17 років у 2013 році, у збірній цього віку зіграв 6 матчів. У 2015 році він грав за юнацьку збірну Андорри віком до 19 років та молодіжну збірну Андорри. У 2016 році Жорді Алаез дебютував у національній збірній Андорри. На початок 2023 року зіграв у складі збірної 50 матчів. Жорді Алаез також зіграв 2 матчі в складі збірної Андорри з пляжного футболу.

## Досягнення
Санта-Колома
- Володар Суперкубка Андорри: 2019

Інтер (Ескальдес-Енгордань)
- Чемпіон Андорри: 2024/25
- Володар Кубка Андорри: 2025